# 周献臣 (元朝)
周献臣（1189年—1262年7月22日），字梦乡，忻州定襄县人，蒙古帝国将领。祖父周慶嗣，父周丕显，兄周鼎臣，弟周進臣。
周献臣生于金世宗大定二十九年（1189年），周献臣長兄周鼎臣为金朝阳曲令，城陷而死。周献臣继承家业。蒙古軍攻打金朝，華北治安恶化，周献臣率乡人逃往南山避难。貞祐四年（1216年），兀魯兀惕部怯台率蒙古軍至太原，周献臣降蒙。怯台喜于周献臣投降，授任他为定襄令。
之後、周献臣跟随怯台軍南下，参与平定太原。遼州、沁州、晋州、絳州、河中府、解州等州，望风而降。周献臣降蒙近十年，又跟随怯台安辑灵、夏，改任九原府左副元帥、权四州（崞州、代州、堅州、台州）都元帥，行九原府（太原路）事。同時期太原人郝和尚拔都也任九原府主帥。
周献臣又跟随怯台平定河北，山东。1225年（乙酉），一度降蒙的武仙殺害史天倪，再叛蒙古。1227年（丁亥）围攻忻州，怯台派遣周献臣救援忻州。遭遇武仙属下将軍姬节，在忻州南原激战，周献臣大破敌军，斬首三百余級，获得勝利。忻州解围，当地人评价周献臣：「侯可謂勇而有謀、謀而有断也」。武仙派遣将軍董祐攻打孟州，一部再攻忻州。周献臣拒战，互有胜负，中流矢，在石甸大破敵軍，董祐仅以身免。以後，武仙不敢图谋忻州。
1230年（庚寅）秋，窝阔台大军南下出征金朝，命周献臣率天勝寨、三崚寨抵御金人。参加洛陽、蔡州之战，後参与攻打南宋四川，与河東北路行省郝和尚拔都一起出战。
1240年（庚子），窝阔台以周献臣的功績，任命他为征行千户，赐金符，指揮太原路军队。1262年7月22日（壬戌、中統三年七月五日），在家中去世，时年七十四岁，同父亲一起葬在定襄南五里西原。其子周允中，袭父职，官至宣武将军、太原路行军总管；周敏中，忻州诸军奥鲁长官。